# Dutár
A dutár, dotár vagy dutor (perzsa دو تار = ’két húr’) közép-Ázsiában sokfelé használt kéthúros pengetős hangszer. A hosszúnyakú lantok családjába tartozik. Ének kíséretére vagy szólóhangszerként használják. A dutár Türkmenisztán nemzeti hangszere.

## Leírása
A dutár kicsi, csepp alakú hangszertestből és a hozzá csatlakozó hosszú, vékony nyakból áll. Két húrja a hangszertest alsó részén kiképzett húrtartótól indul, majd egy alacsony húrláb érintésével a hosszú, bundozott fogólap fölött áthaladva a hangolófej fa hangolókulcsaihoz csatlakozik. Húrjainak anyaga lehet bél, selyem vagy fém. A két húr legtöbbször kvart hangközre van hangolva, de ez lehet kvint vagy azonos hangmagasság is.

### Test
A dutár teste készülhet egy darab fából kifaragva, kivájva, vagy nedvesen meghajlított szelvényekből összeragasztva. Anyaga leggyakrabban eperfa. A hangszer tetőlapja, rezonánsa vékony eperfa tábla, a nyakhoz közelebbi végén geometrikusan elrendezett kis furatok szolgálnak hanglyukakként. A húrok rezgését kicsi, alacsony húrláb közvetíti a tetőnek. A test végpontján fából készült húrtartó rögzíti a húrokat.

### Nyak
A test felső, ívelt végébe simul a hosszú nyak. Anyaga eper- vagy sárgabarackfa. Legtöbbször kötözött bundok vannak rajta, anyaguk bélhúr, vagy újabban fém- vagy nylonszál. Készülhet keményfa érintőkkel is, melyek gyakran a 12 fokú kiegyenlített hangolásnak megfelelően vannak elrendezve.

### Fej
A hangszer hangolófeje nem különül el a nyaktól, annak egyszerű meghosszabbítása. A két T alakú fa hangolókulcs hagyományosan úgy van elhelyezve, hogy egyikük felülről, a másik bal oldalról döfi át a vékony fejet. A húrok közvetlenül a kulcsok fogantyúja alá tekerednek fel.

## Használata
A jobb kéz egy vagy több ujjal, ritmikusan, oda-vissza mozdulatokkal pengeti a két húrt együtt, míg a bal kéz két ujja a magasabb, hüvelykujja a mélyebb húr hangmagasságát módosítja a fogólapra való lefogással.

## Története
A perzsa muszlim filozófus és tudós, al-Fárábi (kb. 870–950) Kitáb al-musziki al-kabír (’Nagy könyv a zenéről’) című munkájában leírt tunbúr nevű pengetős hangszer, különösen a Horászáni tunbúr nagyon közeli rokonságot mutat a dutárral.